# Internado Damián Carmona
El Internado Damián Carmona es un monumento histórico ubicado en la Calzada de Guadalupe de la ciudad de San Luis Potosí, San Luis Potosí, México.

## Historia
El internado tiene sus antecedentes en la Escuela de Artes y Oficios Benito Juárez que se localizaba en el claustro del Convento de San Agustín y fue inaugurada en 1881 por el gobernador Carlos Díez Gutiérrez. Entre 1883 y 1884 fue renombrada la Escuela Industrial Militar para formar a técnicos y darle un enfoque industrial a la educación, ya que se creyó que eso impulsa el progreso del país. El general Bernardo Reyes mientras estaba encargado de la zona militar que incluía San Luis Potosí también por la formación militar en las escuelas públicas de la ciudad. Pronto se abrieron otras escuelas de formación industrial militar en la Ciudad de México, Nuevo León, Querétaro, Michoacán y Jalisco.
En 1907 fue construido el edificio que actualmente alberga el internado en la Calzada de Guadalupe dentro del Barrio de San Sebastián. Fue contratado el ingeniero Octaviano Cabrera quien también construyó el Edificio Ipiña. Originalmente era el Centro Agrícola e Industrial Potosino. Ahí se localizaban talleres que se dedicaban a la imprenta, caligrafía, carpintería, herrería y fundición. En estos talleres se crearon las butacas del Teatro de la Paz entre otras cosas. En 1910 el gobierno adquirió el edificio para fungir como la nueva sede de la Escuela Industrial Militar. La parte posterior del edificio fue cedido para ser convertido en una clínica.
Fue una de las instituciones más importantes durante el porfiriato. El gobierno estatal le otorgaba uno de los mayores presupuestos a la ciudad, incluso más que el importante Instituto Científico y Literario. En 1935 el presidente Lázaro Cárdenas anunció la creación de una escuela para los hijos de los miembros del Ejército Mexicano. En 1938 la Escuela Industrial Militar cerró definitivamente ya que contaba con pocos alumnos, en 1938 sólo había 14 alumnos y es reemplazada por la Escuela Industrial Hijos del Ejército. La nueva escuela tuvo la misma suerte que la antigua y cerró en 1942 y pasó a manos de la Secretaría de Educación Pública. En 1943 es inaugurado como el Internado Damián Carmona, en honor a Damián Carmona, soldado republicano durante la segunda intervención francesa en México. Inicialmente se dedicaba a la formación primaria con un enfoque socialista.
El recinto también fue visitado por el presidente Adolfo Ruiz Cortines durante su mandato. Desde su apertura siempre se ha mantenido el número de alumnos a 350. Se permitió el ingreso de niñas en 1978. De los 350 alumnos solo 50 se quedan permanente en el internado y pueden ser visitados por sus padres los miércoles. Aparte del aspecto académico hay talleres de inglés, artes gráficas, computación, coro, panadería, herrería, electricidad, danza, música y ajedrez. Es la única institución de su tipo en todo el estado.